# Манакиш
Манакиш (ар. مناقيش), или у облику једнине man'ousheh (منقوشة) је популарно либанско јело које се састоји од теста преливеног затаром, сиром или млевеним месом. Може се исећи на кришке или пресавити. Углавном се служи и за доручак или ручак.
Традиционално, жене би ујутру за потребе своје породице пекле тесто у заједничкој пећи и у то време би припремале мање порције теста са различитим преливима за доручак.
Манакиш је популаран широм Леванта, а конзумирају се и у суседним регионима и местима где постоји висока концентрација стаовништва из региона Леванта.
Веома мало се зна о његовом пореклу, један арапски кувар из 10. века помиње рецепте за лепиње, као и тимијан и маслиново уље.
Током 2023. манакиш је уписан на УНЕСКО-ву листу нематеријалне културне баштине као симболична кулинарска пракса у Либану.

## Етимологија
Реч манакиш је множина арапске речи manqūshah (од коренског глагола naqasha „вајати, изрезбарити“ или гравирати), што значи да се, након што се тесто разваља, притиска врховима прстију како би се створила мала удубљења у која ће се распоредити прелив.